# 德米特羅·切爾尼亞夫斯基
德米特羅·亞歷山德羅維奇·切爾尼亞夫斯基（烏克蘭語：Дмитро́ Олекса́ндрович Черня́вський；1992年3月5日—2014年3月13日），烏克蘭公众人物，2014年在顿涅茨克市内举行的親烏集會上被亲俄分子刺死。2015年獲追授烏克蘭英雄稱號。

## 生平
切爾尼亞夫斯基出生于顿涅茨克州阿尔特米夫斯克區的阿爾特米夫斯凱（今巴赫穆特區赫羅莫韋）。是家中唯一的孩子，父亲在工厂工作，母亲為残疾人。2013年，他于顿涅茨克国立大学会计与金融学院畢業，获得“会计与审计”专业学士教育和资格水平。以函授形式入读利沃夫弗兰科国立大学经济学院硕士课程。
2010年10月，切爾尼亞夫斯基加入右翼政黨全烏克蘭聯盟「自由」的行列。2011年3月，他被任命为顿涅茨克市党支部新闻处处长，自2013年3月起，他担任顿涅茨克州党支部新闻处处长，组织了多项文化活动，包括纪念碑獻花，愛國游行等。
2014年3月13日，他身爲愿者保护顿涅茨克市内舉行的乌克兰统一集会。集会结束后，一群不明身份的亲俄分子袭击了集会参与者。切尔尼亚夫斯基在掩護和平示威者的時候被刺死。

## 纪念
2015年5月7日，巴赫穆特第18號学校的切尔尼亚夫斯基纪念牌落成。
烏克蘭教育部于2017年11月15日在以廣場革命英雄命名的奖学金中为国有高等教育机构的学员增設以切尔尼亚夫斯基命名的奖学金。
2018年11月21日，利沃夫国立大学经济学院的切尔尼亚夫斯基纪念牌落成。
康斯坦丁尼夫卡市内的切尔尼亚霍夫斯基街更名为切尔尼亚夫斯基街。

### 奖项
- 因“在尊严革命中表现出公民勇气、爱国主义、英勇捍卫民主、人权和自由的宪法基础、为乌克兰人民无私服务”獲頒乌克兰英雄称号并授予金星勋章（2015年2月20日；追授）[3]
- “為乌克兰牺牲与爱”奖章（ UOC KP ，2015年6月[4]；追授）

## 外部鏈接
- 总统向五名活动家追授乌克兰英雄称号 // 乌克兰总统的官方互联网代表，2015 年的存檔，存档日期18 April 2017[日期不符].